# Maresque de Moyrazès
Pour les articles homonymes, voir Maresque.
La Maresque de Moyrazès est une rivière française qui coule dans le département de l'Aveyron. C'est un affluent de l'Aveyron en rive gauche, donc un sous-affluent de la Garonne par l'Aveyron puis par le Tarn. 

## Géographie
De 10,7 km de longueur, la Maresque de Moyrazès prend sa source sur la commune de Moyrazès et se jette dans l'Aveyron sur la commune de Moyrazès.

## Départements et communes traversées
Aveyron : Moyrazès

## Principaux affluents
Le Varayrous n'a pas d'affluents référencés.